# Champ-sur-Drac
Champ-sur-Drac é uma comuna francesa no departamento de Isère, na região de Auvérnia-Ródano-Alpes. População de 3.300 habitantes (2005) e área de 8.82 km².